# Antonio de Guevara

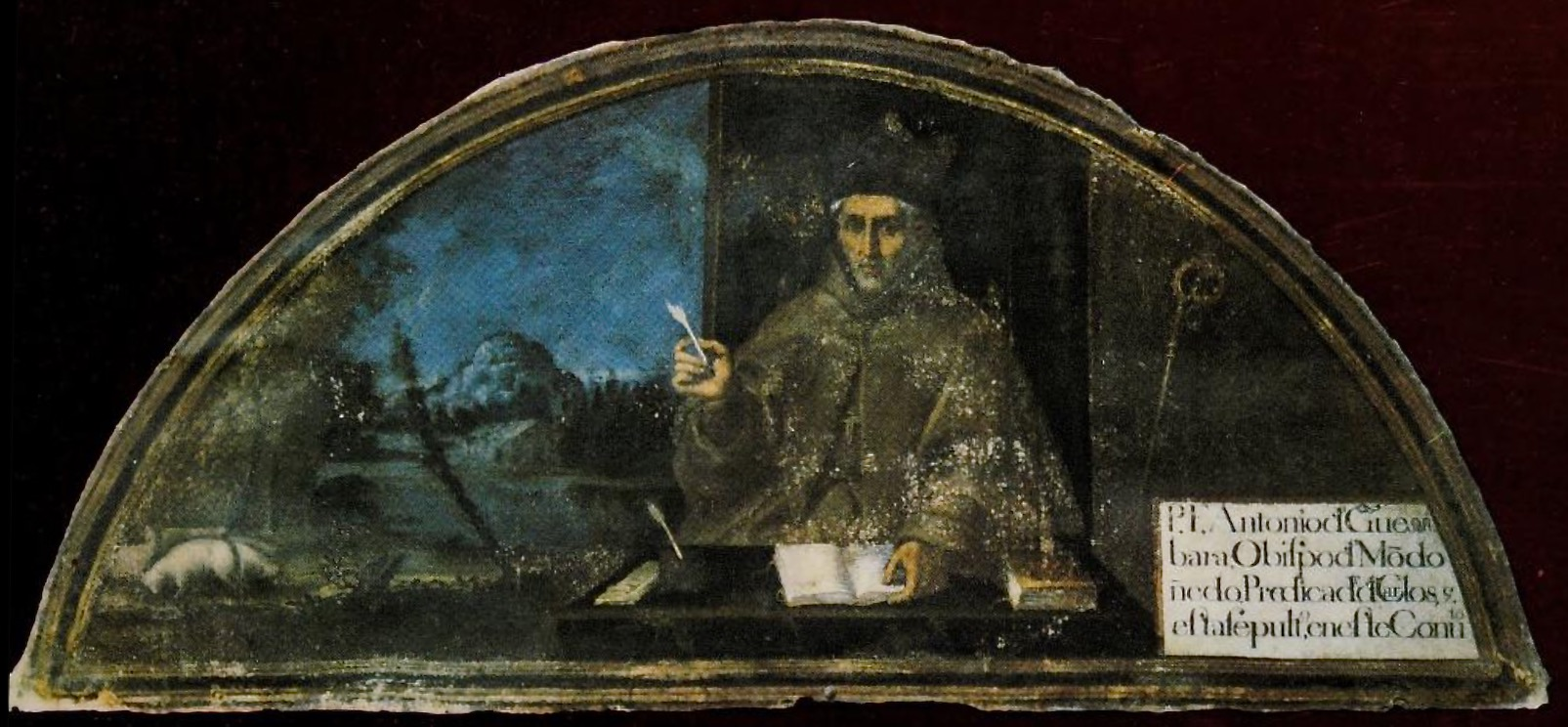
16e-eeuws portretschilderij

Antonio de Guevara (Treceño, ca. 1480 – Mondoñedo, 3 april 1545) was een Spaans edelman, geestelijke en auteur. Hij was minderbroeder, hofpredikant van keizer Karel V en bisschop van Guadix (1528-1537) en Mondoñedo (1537-1545). Als schrijver publiceerde hij verschillende bestsellers, die door de humanisten werden bekritiseerd vanwege de verzinsels en de losse omgang met antieke autoriteiten. Sinds de 20e eeuw is er weer meer waardering voor de speelse aanpak van Guevara. Hij wordt beschouwd als een voorloper van Montaigne en Cervantes, d.w.z. van het essay en de roman.

## Leven
Guevara werd geboren aan de Cantabrische kust in een voornaam adelgeslacht. Toen de dood van Filips de Schone zijn vooruitzichten aan het hof beknotte, koos hij voor een geestelijke carrière. Hij ging bij de franciscanen en werd gardiaan van een tweetal kloosters. Het aantreden van keizer Karel V en diens komst naar Spanje boden hem nieuwe perspectieven. Hij werd in 1521 benoemd tot hofpredikant en in 1526 tot hofchroniqueur, hoewel van hem geen echt geschiedwerk bekend is. In die periode werkte hij ook voor de inquisitie: hij werd in 1525 naar Valencia gestuurd om toe te zien op de gedwongen bekering van de moslims en in 1527 was hij aanwezig op een zitting die Erasmus op de korrel nam. 
Het volgende jaar verscheen Guevara's boek over Marcus Aurelius. Hoewel het door heel Europa werd gelezen en vertaald, viel het slecht bij humanisten als Alfonso de Valdés, Pedro de Rúa en later Pierre Bayle. Ze doorzagen Guevara's verzinsel dat hij zich op een authentiek Grieks manuscript had gebaseerd en beschuldigden hem van leugens. 
In 1528 wees Karel V het arme bisdom Guadix toe aan Guevara. Hij vergezelde de keizer op zijn Tunesische expeditie van 1535 en daarna op zijn reis langs Sicilië, Napels en Rome. Uit deze weinig enthousiasmerende ervaring putte hij voor zijn spottende zeeboek Arte de marear. Nog meer succes had hij met zijn Epistolas familiares, een tweedelige verzameling essayistische brieven. Na zijn terugkeer werd hij bisschop van Mondoñedo, wat zijn ambities niet vervulde, omdat het nauwelijks groter was dan Guadix. Hij stierf er enigszins ontevreden.

## Gouden BoekenVorstenuurwerk
Het Libro aureo de Marco Aurelio verscheen in 1528 en pretendeerde een bewerking te zijn van Griekse memoires en brieven die Guevara in Firenze zou hebben aangetroffen. Volgens de auteur was zijn werk nog niet af en ging het om een gepirateerde editie buiten zijn wil om, wat te betwijfelen valt. Het volgende jaar publiceerde hij onder de titel Relox de Príncipes een vermeerderde tweede editie, waaruit enkele pikante liefdesbrieven waren weggelaten.
Het eerste deel overloopt het leven van keizer Marcus Aurelius, vanaf zijn opvoeding tot de wijze woorden die hij sprak op zijn sterfbed. Daartussen waren exempla ingelast die weinig van doen hadden met de historische realiteit. Uit de latere polemiek hierover bleek dat de waarheid volgens Guevara niet te achterhalen viel en dat hij zich richtte op wijsheid. In het tweede deel nam hij gefingeerde brieven op waarin Marcus Aurelius wijze raad verstrekte aan zijn vrienden en relaties. In zekere zin was het boek een klassieke moraliserende vorstenspiegel, maar de humor zorgde voor extra gelaagdheid.

## Publicaties
- Libro aureo de Marco Aurelio, emperador y eloquentissimo orador (1528)
- Libro llamado relox de principes en el qual va incorporado el muy famoso libro de Marco Aurelio (1529)
  - T'Gulde-boec van den loflijken keyser ende welsprekenden oratoor Marcus Aurelius (1565)
  - Den vorsteliicken lust-hof en morgen-wecker der princen (1617)
- Una década de Cesares
- Libro llamado menosprecio de corte y alabanza de aldea (1539)
  - Misprysinghe ende miserie des hoefs ende der hoocheyt, met lof van cleynen ende leeghen state (1573)
- Libro llamado aviso de privados y doctrina de cortesanos (1539) 
  - Leyts-man der hovelingen. Vertoonende hoe een hovelinck leeft, en leven moet (1652)
- Libro de los inventores del arte de marear y de muchos trabajos que se passan en las galeras (1539)
- Las obras del illustre señor don Antonio de Guevara (1539)
- Epístolas familiares del illustre señor don Antonio de Guevara (1539)
- Segunda parte de las epístolas familiares de illustre señor don Antonio de Guevara (1541)
  - Vrvndtlicke ghemeene sendtbrieuen van Don Antonio de Guevara (1583)
- Oratorio de religiosos y exercicio de virtuosos (1542)
  - Leeringhe der religieusen ende godtvruchtighe oeffeninghen van deughdelijcke menschen (1626)
- La primera parte del libro llamado Monte Calvario (1545)
- La segunda parte del libro llamado Monte Calvario (1549)

## Uitgave
- Fray Antonio de Guevara, Obras completas, ed. Emilio Blanco, 2 dln., 1994

## Voetnoten
1. ↑  Vosters 2009, p. 12

- Bibsys: 90653929
- Biblioteca Nacional de España: XX956440
- Bibliothèque nationale de France: cb119963360 (data)
- Catàleg d'autoritats de noms i títols de Catalunya: 981058515560706706
- CiNii: DA02138552
- Gemeinsame Normdatei: 118699032
- International Standard Name Identifier: 0000 0001 1735 468X
- Library of Congress Control Number: n79144715
- Nationale Bibliotheek van Tsjechië: js20020116033
- Nationale Bibliotheek van Israël: 987007262015405171
- Nationale en Universitaire bibliotheek Zagreb: 000095092
- Nederlandse Thesaurus van Auteursnamen: 069381496
- Réseau des bibliothèques de Suisse occidentale: 02-A003328377
- Istituto Centrale per il Catalogo Unico: RMLV023882
- LIBRIS: 188844
- SNAC: w64b62mp
- Système universitaire de documentation: 028050231
- Trove: 845103
- Virtual International Authority File: 20613
- WorldCat: E39PBJp64DVJGRkCTwxqMY4Qbd